# Суперкубок Монголії з футболу 2013
Суперкубок Монголії з футболу 2013  — 3-й розіграш турніру. Матч відбувся 13 жовтня 2013 року між чемпіоном Монголії клубом Ерчім та володарем кубка Монголії клубом Хангарід.
| Володар Суперкубка Монголії 2013 |
| -------------------------------- |
|                                  |
| Ерчім Третій титул               |

## Матч

### Деталі
| 13 жовтня 2013 |

| Ерчім                   | 2:1 | Хангарід |
| ----------------------- | --- | -------- |
| Баттулга 34' Енхтор 40' |     | Калу     |

| Футбольний центр МФФ, Улан-Батор |